# Copelatus biseriatus
Copelatus biseriatus är en skalbaggsart som beskrevs av J. Balfour-browne 1939. Copelatus biseriatus ingår i släktet Copelatus och familjen dykare. Inga underarter finns listade i Catalogue of Life.